# Haus Brüggen

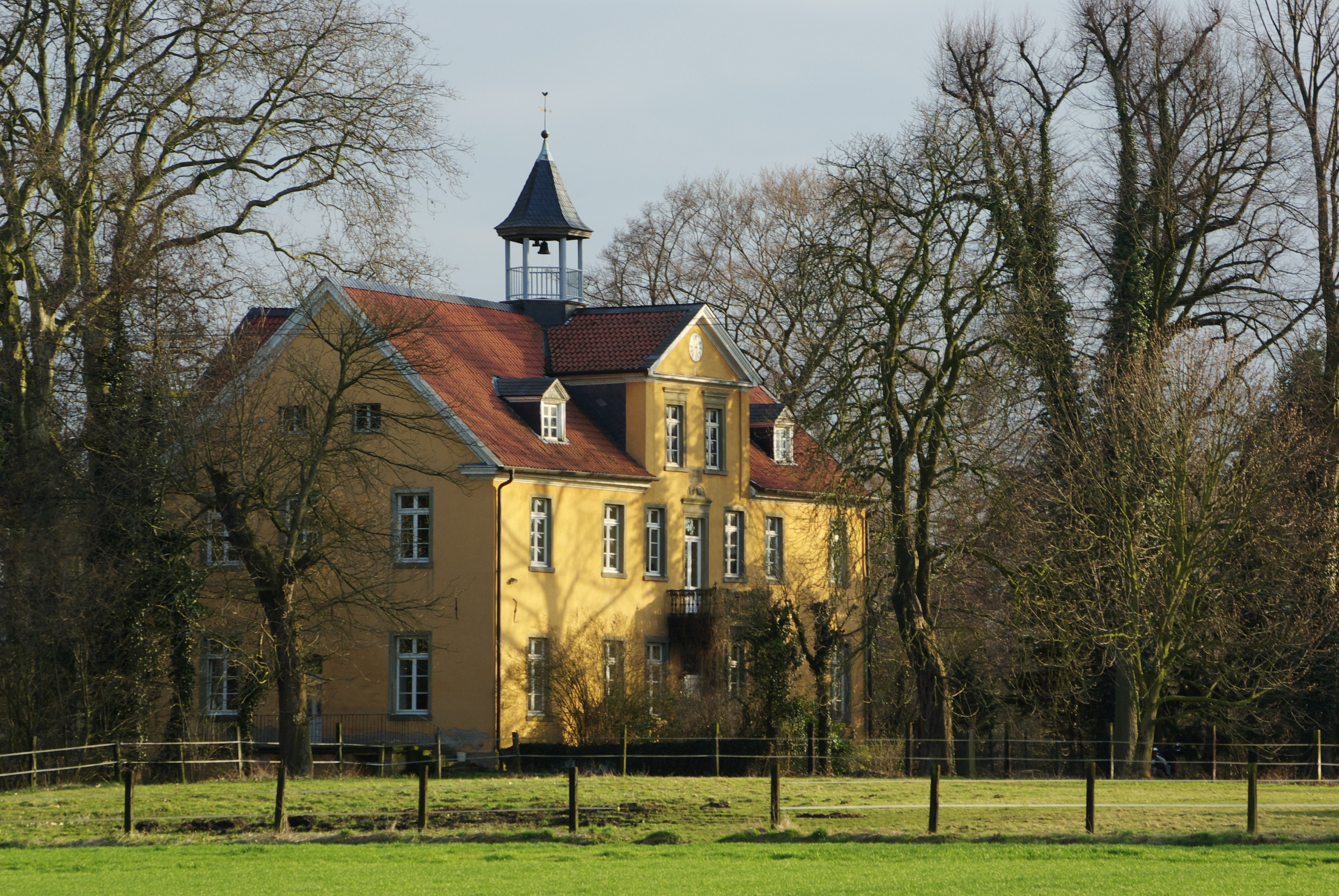
Haus Brüggen

Haus Brüggen ist ein ehemaliger Rittersitz im Bönener Ortsteil Bramey-Lenningsen. 

## Geschichte
Das Haus war Stammsitz des Adelsgeschlechts derer von der Brüggen. Das heutige Hauptgebäude stammt aus dem Jahre 1718 und ersetzt eine Anlage aus dem Jahre 1582. Umbauten 1843 gaben ihm seine heutige Form. Die beiden Fachwerkscheunen auf der Vorburg stammen aus dem 18. Jahrhundert. Die Anlage ist heute in Privatbesitz und wird als landwirtschaftlicher Betrieb genutzt.

## Ehemaliger Gutsbezirk
Der ehemalige Gutsbezirk Brüggen war nach dem Rittergut Brügge(n) benannt. Er gehörte zum Amt Rhynern im Kreis, ab 1901 Landkreis Hamm. Im Jahr 1849 hatte er insgesamt 43 Einwohner. Am 1. Dezember 1910 waren es 64 Einwohner. Am 20. September 1928 wurde der Gutsbezirk aufgelöst und in die Gemeinde Bramey-Lenningsen eingegliedert.